# James Macrae
Vous lisez un « bon article » labellisé en 2010.
Cet article concerne le marin. Pour le joueur d'échecs, voir James Macrae Aitken.
James Macrae (Ayr, 1677 - Orangefield, juillet 1744) fut un capitaine écossais durant l'âge d'or de la piraterie, qui participe au combat d'Anjouan contre Edward England. Il devient par la suite gouverneur de Madras, dont il réforme l'économie, la loi et la santé publique. Ayant fait fortune, il retourne en Écosse où il retrouve sa sœur. Il fait don de sa fortune à son neveu et ses nièces, qui passent ainsi de la pauvreté à la richesse de la même manière que dans un conte de fée. Le neveu, James Macrae, défraye la chronique pour un duel en 1790, tandis que les descendants des nièces apportent une aide précieuse au poète Robert Burns dans sa quête du succès à Édimbourg en 1787.

## Biographie

### Jeunesse
James Macrae est né aux alentours de la petite ville portuaire d'Ayr en Écosse en 1677. Ses ancêtres sont inconnus, et l'histoire du clan Macrae indique que son grand-père paternel était peut-être John Macrae, connu sous le nom de Ian Dubh Mac Ian Oig, « John le noir fils de John le jeune ». Lorsqu'il était enfant, Macrae gardait des vaches, et quand son père mourut sa mère déménagea dans une petite chaumière des alentours d'Ayr. Tandis qu'elle était lavandière, James contribuait aux revenus en étant garçon de course. J. Talboys Wheeler, qui travaillait pour le gouvernement anglais au XIXe siècle, écrit que Macrae semble s'être « lassé de cette vie monotone » et « doté de l'énergie qu'il démontra par la suite, il aurait assimilé le désir passionné de s'embarquer dans les aventures commerciales de l'époque ». Plus prosaïquement, le Dr Eric J. Graham, historien écossais spécialisé en histoire maritime, conclut qu'en s'embarquant en mer en 1692, « Macrae s'enfuit d'une vie proche de la famine ». Il laisse derrière lui sa mère et sa sœur Bella, qui a épousé Hugh MacGuire, charpentier et violoniste,.

### Le capitaine et les pirates

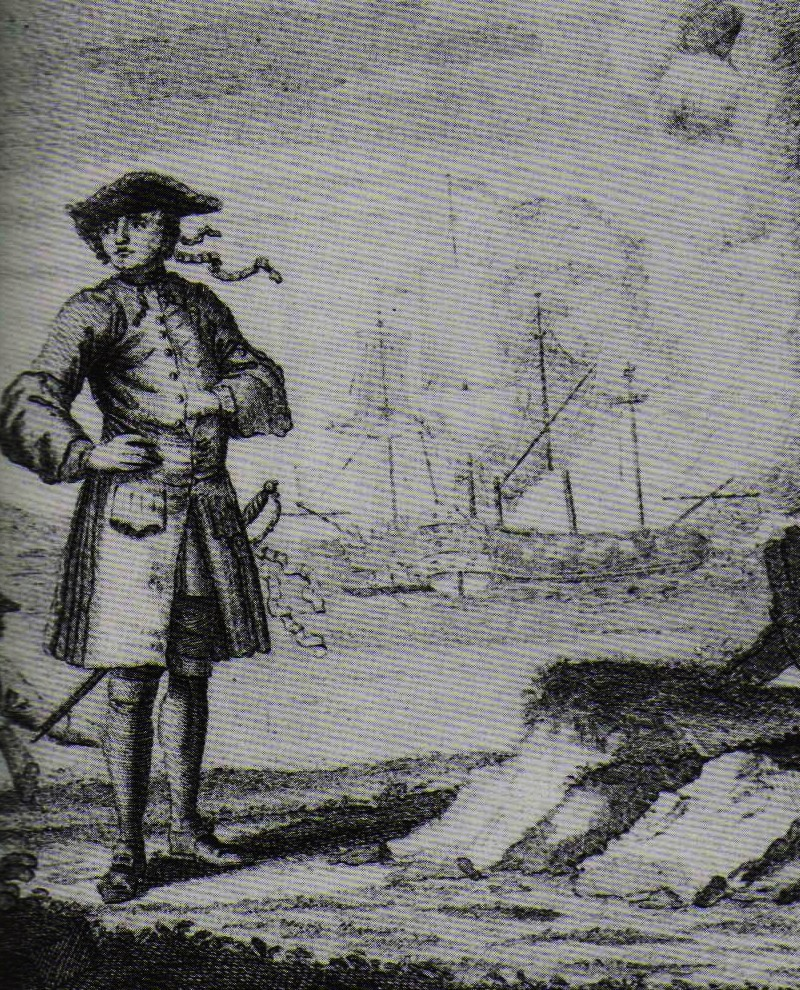
Gravure du XVIII montrant au premier-plan Edward England, et en arrière-plan le Fancy combattant le Cassandra.

Sa carrière pendant près de trente ans est inconnue. Il est fait à nouveau mention de lui que le 25 juillet 1720, comme capitaine du Cassandra, un grand voilier de 380 tonnes. Ce jour-là, il fait voile depuis le cap de Bonne-Espérance en compagnie du Greenwich commandé par Robert Kirby, et d'un vaisseau hollandais, lesquels étaient convenus de voyager ensemble. À l'approche des Comores, des insulaires se portent à sa rencontre en canoë et lui signalent que les pirates du Indian Queen essayaient de construire un nouveau navire à la suite de leur naufrage sur l'île de Mayotte. Macrae reçoit alors le soutien de Kirby et du Hollandais pour combattre les pirates. Cependant, le 17 août, ils font la rencontre du pirate Edward England, commandant le Victory et accompagné du Fancy. Le navire de Macrae étant le dernier à lever l'ancre, il est rattrapé tandis que les deux navires devant le soutenir prennent la fuite. Macrae envoie une bordée dans le Victory, le forçant à s'éloigner pour opérer des réparations. Le combat naval avec le Fancy dure alors pendant plus de trois heures. Lorsque les pirates décident de se rapprocher pour aborder, Macrae tire sur la ligne de flottaison, détruisant les rames. Dans la poursuite qui s'ensuit, le Fancy s'écrase sur une barre sableuse et Macrae en profite pour faire tirer plusieurs bordées qui font une centaine de morts parmi les cinq cents pirates. Après un engagement naval de plus de dix heures, Macrae ordonne d'abandonner le navire et, sous le couvert de la fumée des canons, la plupart de ses hommes réussissent à rallier la côte en chaloupes ou à la nage. La bataille fut qualifiée par Graham d'« engagement le plus sanglant et meurtrier [du règne de terreur] des pirates le long de la côte africaine », ainsi que de « rencontre la plus coûteuse avec un navire de commerce dans l'histoire de la piraterie ».

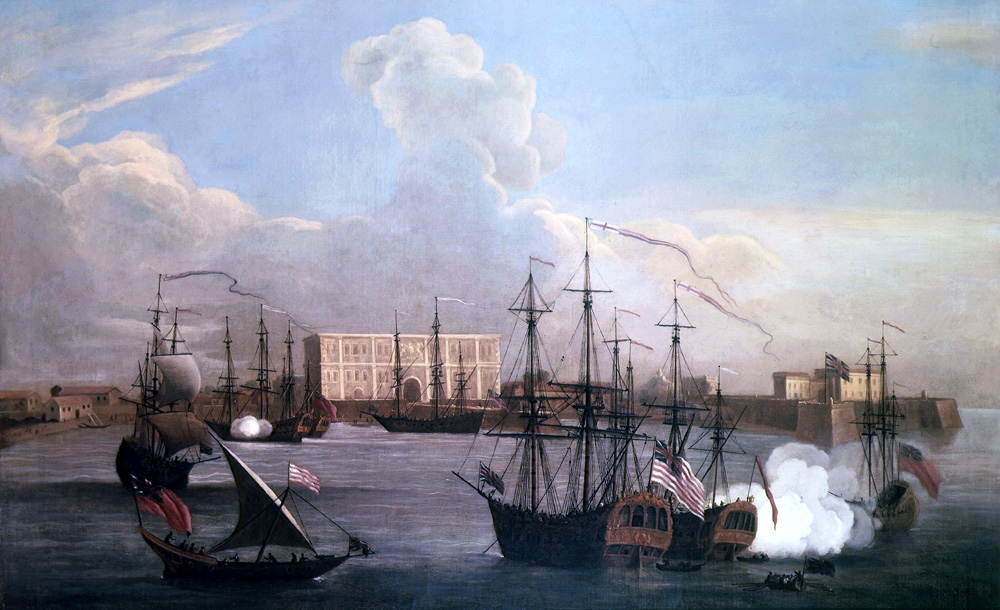
Navires dans le port de Bombay en 1731.

Le lendemain, Macrae rallie la ville du roi de l'île, à 40 km. Blessé à la tête par une balle de mousquet, il apprend que sa tête est mise à prix par Edward England, pour 10 000 $, soit 2 000 £. Cependant, il reçoit l'assistance du roi. Celui-ci ne le livre pas aux pirates et l'aide à se cacher en faisant circuler la rumeur de sa mort. Dix jours plus tard, Macrae se présente de lui-même aux pirates. Il explique ce geste par l'impossibilité de quitter l'île, s'y trouvant presque nu comme la plupart de ses hommes qui n'avaient rien pu sauver avant d'abandonner leur navire. Nombre des pirates souhaitent le tuer, et Macrae ne doit sa survie qu'à sa longue carrière. En effet, plusieurs des pirates avaient été marins avec lui. L'un d'entre eux, un homme barbu avec une jambe de bois, ceinturé de pistolets, se range du côté de Macrae en jurant que nul ne devrait oser lui faire du mal. Grâce à son amitié avec Edward England, Macrae peut même prendre possession du Fancy qui était destiné à être brûlé. Son capitaine, Taylor, avait un tempérament agressif et a perdu beaucoup de ses hommes durant la bataille mais il est amadoué à grand renfort de punch. Les pirates mettent les voiles le 3 septembre. Cinq jours plus tard, Macrae prend la mer à son tour avec des mâts improvisés. Ayant seulement cinq tonnes d'eau pour 44 membres d'équipage, chacun est rationné à un demi-litre par jour au cours d'une traversée qui dure 48 jours avant d'arriver à Bombay le 26 octobre.

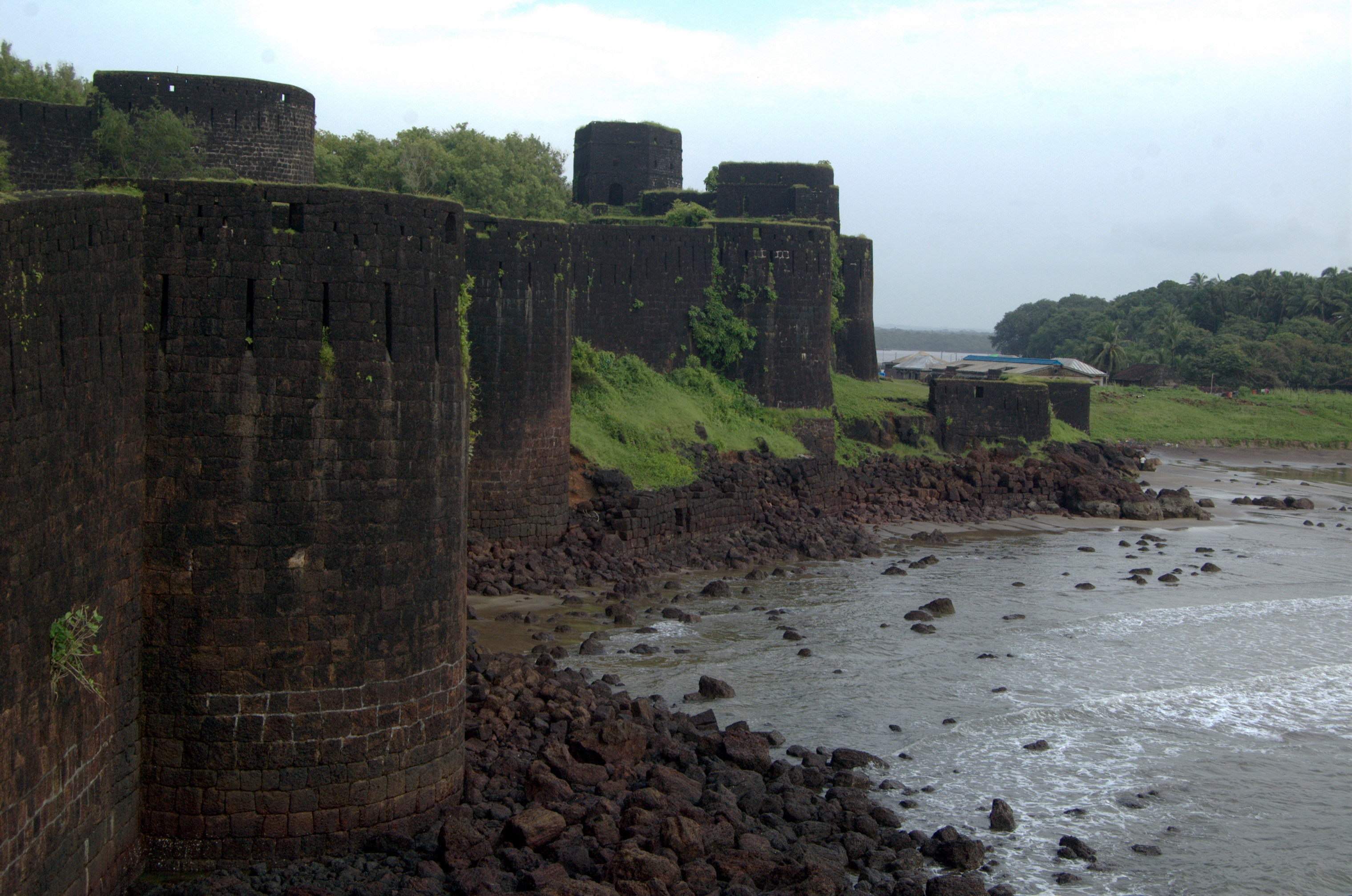
La forteresse de Gheriah, devenu depuis Vijaydurg.

Bombay est alors un lieu de production important pour la compagnie anglaise des Indes orientales. Pendant que Macrae effectue sa traversée, la compagnie à Bombay a nommé Walter Brown amiral de la flotte et l'a envoyé attaquer la forteresse de Gheriah (en) à 485 km. Ses forces étaient constituées du vaisseau amiral London, de la frégate Victory, des voiliers Revenge et Defiance, de la galère Hunter, et de plusieurs autres navires. Brown se montre particulièrement incompétent : il tente de bombarder le fort alors qu'il est hors de portée, veut opérer un débarquement nocturne sans plan défini et alors que d'autres vaisseaux doivent le rejoindre, puis ordonne à ses troupes d'occuper un bâtiment qui s'avère être une pile de pierres. Afin que ses hommes soient vaillants au combat, Brown prend l'initiative de leur distribuer une quantité illimitée de rhum. L'équipage est donc totalement ivre pendant que l'ennemi renforce ses défenses. Brown abandonne mais, sur le chemin du retour, il rencontre les pirates à bord du Cassandra et du Victory ainsi que deux navires capturés en route. Les pirates pensent qu'il s'agit d'une flotte potentiellement amie, et n'ont pas l'intention de se battre. Lorsqu'un de leurs navires se porte à la rencontre de Brown, celui-ci en demande le nom. S'entendant répondre Victory, il pense qu'il s'agit du Victory de sa propre flotte. Lorsqu'il répond que son navire est le London, les pirates réalisent qu'il s'agit de la flotte anglaise et tirent une bordée. La flotte anglaise se disperse, dans le désordre, et Brown rentre de son expédition à Bombay. Le gouverneur, exaspéré, renvoie Brown en mer mais accompagné de Macrae qui est à présent aux commandes. Contrôlée par Macrae, la flotte opère de façon telle que les pirates préférèrent battre en retraite, considérant que ces eaux étaient à présent trop dangereuses pour eux. Dans une colère noire après être ainsi repoussés par Macrae à qui ils ont donné un bateau, les pirates choisissent de se venger sur leur capitaine. Edward England est débarqué, et Taylor est élu nouveau capitaine. 

### Gouverneur de Madras

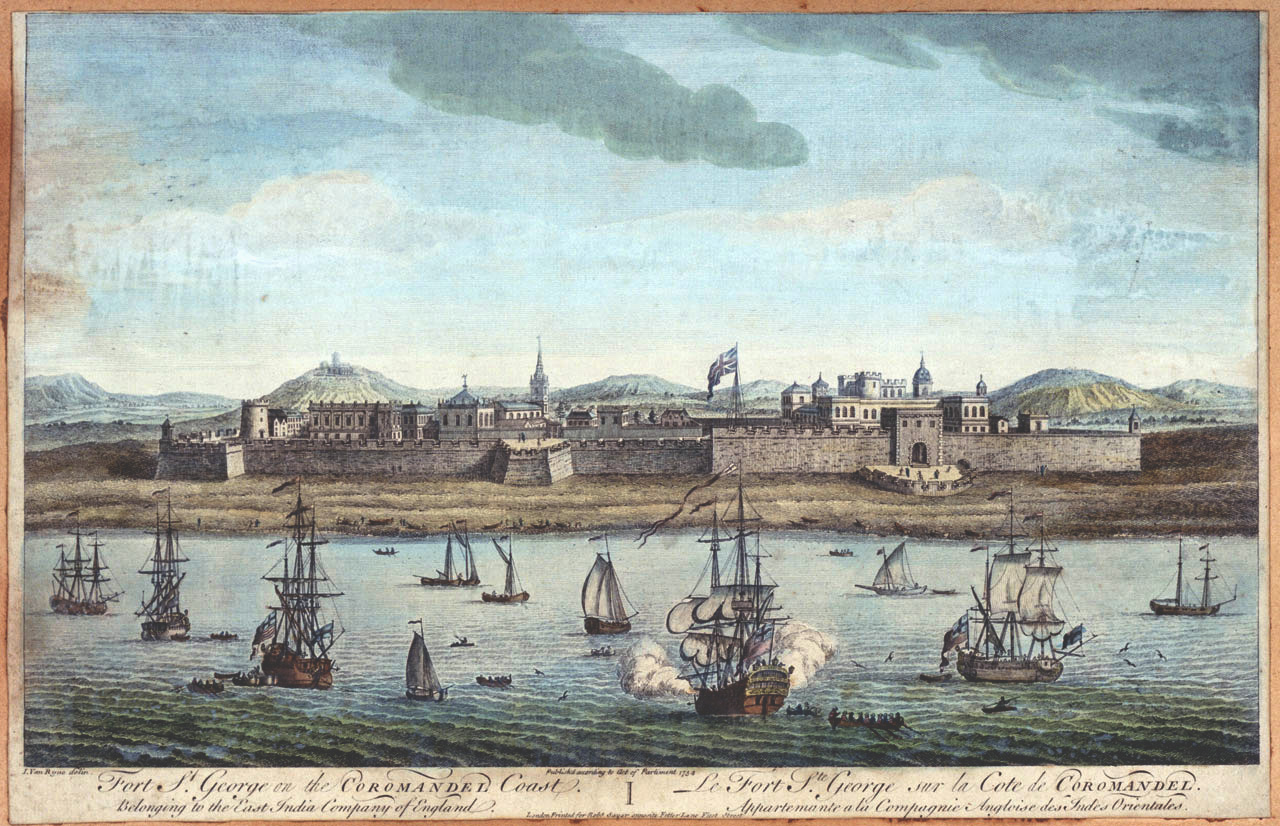
Fort Saint-George fut construit par les Britanniques en 1634. La ville de Madras se développa autour du fort, devenu le siège du gouvernement de l'état indien du Tamil Nadu.

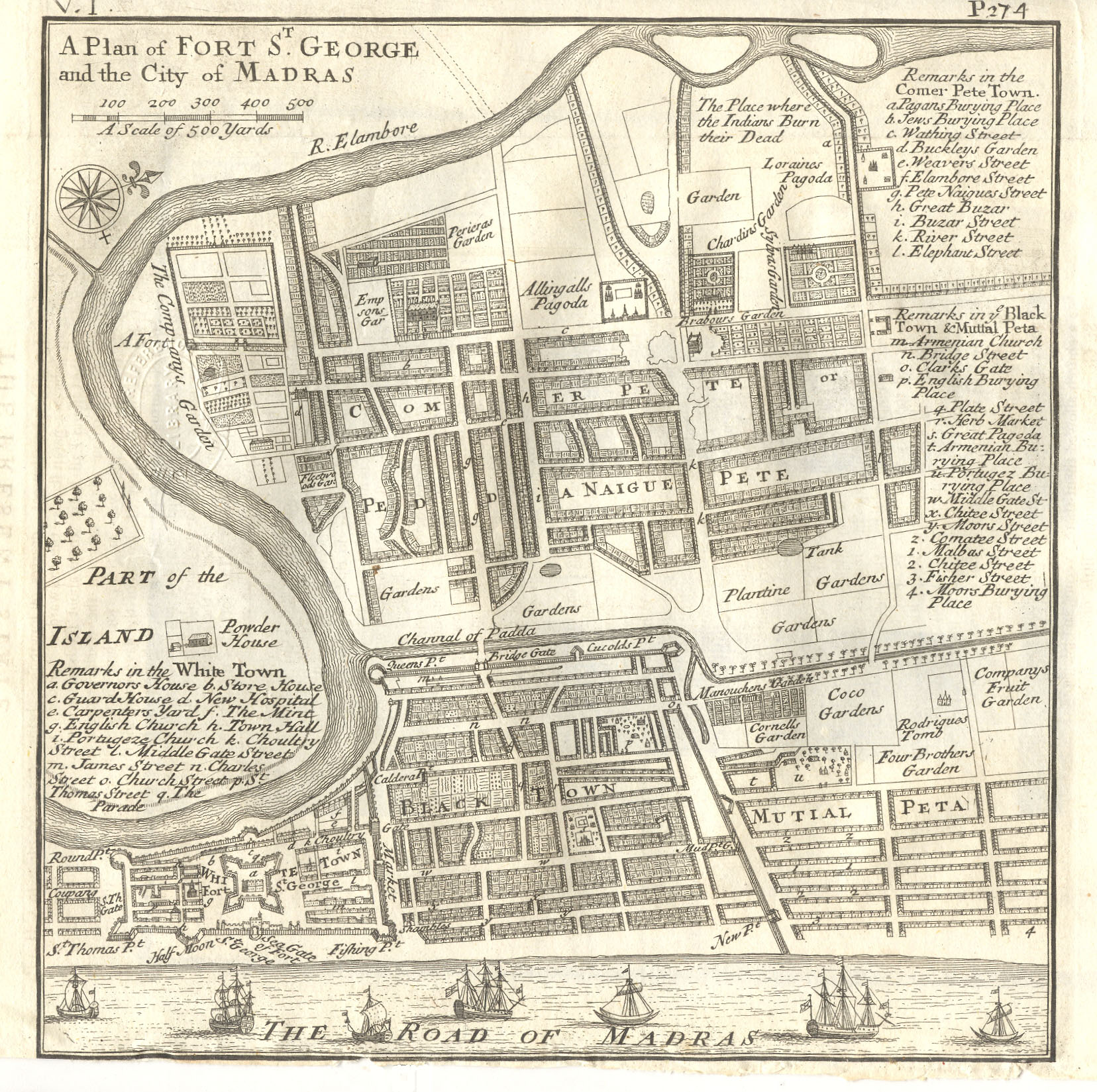
Plan de 1726 montrant Fort Saint-George et la ville de Madras.

La compagnie des Indes orientales, impressionnée par l'efficacité de Macrae pour lutter contre les pirates, le nomme super-intendant. En 1723 il est chargé par la compagnie d'enquêter et de mettre un terme à la corruption chronique qui touche les établissements anglais sur la côte ouest de Sumatra. Malgré l'importance de la corruption que Macrae révèle et les mesures qu'il propose de mettre en place, la compagnie ne prend pas réellement de mesures et la corruption qui la touche se poursuit. En 1723, Macrae est élevé à la position de vice-gouverneur de Fort Saint-David pour son efficacité contre la piraterie et ses tentatives contre la corruption, ce qui le place en ligne directe pour devenir gouverneur de Madras. En tant que vice-gouverneur, Macrae fait prospérer les affaires de la compagnie ainsi que les siennes, tout en essayant de ne pas entrer en conflit avec d'autres. Homme ayant le souci du détail, il s'implique personnellement dans la gestion, n'hésitant pas à examiner lui-même les marchandises.
Le 15 janvier 1725, le gouverneur de Madras, Nathaniel Elwick (en), part en retraite et laisse son poste à Macrae et retourne en Angleterre à bord du Heathcote. La première séance de Macrae au conseil, telle que consignée dans les registres, se déroule de la façon suivante :

« Lundi 18 janvier 1725. Le président James Macrae ouvrit cette consultation en déclarant au conseil que, puisqu'il s'agissait de la première réunion depuis qu'il avait accepté l'office, il considérait qu'il ne serait pas hors de propos que de faire part de ses résolutions ; la principale était qu'il travaillerait au plus haut degré aux intérêts de la compagnie, et s'efforcerait d'empêcher les abus qui s'étaient immiscés dans la gestion des affaires. 
Il ajouta qu'il était déterminé à ne pas interrompre de quelque manière que ce soit le commerce, mais que tous les habitants, blancs et noirs, les marchands indépendants et les employés de la compagnie, devraient avoir la liberté de commerce [et il fit aussi savoir qu'il] était déterminé à maintenir les privilèges et immunités appartenant [à son poste] ; et il conclut en disant qu'il attendait la coopération du conseil dans l'exécution des résolutions sus-mentionnées, ce qui lui fut ainsi promis. »

Macrae entreprend un ambitieux programme de réformes. Sur le plan économique, il augmente les profits de la compagnie, réduit les dépenses,, et améliore le taux de change entre l'or et l'argent. Sur le plan de la santé publique, il lance une étude de la ville et de ses environs afin de gérer les problèmes conduisant à une mortalité galopante. Au lieu d'exploiter les autochtones ainsi que ses prédécesseurs l'avaient fait, il choisit d'instaurer un commerce juste. Il a donc également un impact sur la loi, en permettant aux autochtones de faire un recours légal. Enfin, il fait restaurer les bâtiments, et fait construire la première mission protestante en 1726.
Macrae se fait également des ennemis. Ainsi, il dénonce les astuces utilisées par le gouverneur de Bombay, Walsh, pour falsifier les livres de compte. Walsh est renvoyé sans sa fortune, et remplacé par un Écossais proche de Macrae, Robert Cowan. De retour en Angleterre, Walsh lance plusieurs accusations contre Macrae, qui s'ajoutent à d'autres et résultent en une enquête. Le résultat de l'enquête blanchit Macrae, mais il fait savoir son intention de démissionner en février 1730. Le 14 mai 1730, George Morton Pitt, vice-gouverneur de Fort Saint-David, vient relever Macrae de ses fonctions et devient le nouveau gouverneur,.
Macrae ne laisse aucun livre de compte pour inspection : depuis la mort du secrétaire employé par la compagnie en mai 1727, Macrae gérait lui-même les comptes. Il part le 21 janvier 1731, avec une fortune de 100 000 £, dont presque la moitié est constituée de diamants. À ce moment-là, de nombreuses plaintes sont déposées contre son assistant auprès des autochtones, Gooda Anconah. Une seule est déposée contre Macrae lui-même, par Gopal et Guruvappa. Ils relatent avoir été amenés devant Macrae, qui menaçait de les mettre au pilori et leur couper les oreilles pour avoir essayé de vendre un gros diamant au lieu de l'apporter directement au gouverneur. Ils déclarent également avoir réglé l'affaire en vendant le diamant pour un petit prix à Macrae, à la suite de quoi Gooda Anconah leur demanda une partie du prix obtenu en dédommagement de ses efforts pour que leurs oreilles ne soient pas coupées.
Il est avéré que Gooda Anconah était fortement corrompu, et il écope d'une importante amende par la suite. Il est de plus connu que Macrae a amassé une quantité notable de diamants durant son rôle comme gouverneur, mais il est généralement expliqué qu'ils ont été offerts par les habitants en remerciement pour les réformes. Devant l'enquête légale faisant suite à la demande de Gopal et Guruvappa, on découvre qu'ils avaient en réalité volé un marchand local et que Macrae les en avait punis. Ainsi, Macrae est blanchi pour cette affaire.

### Le retour en Écosse

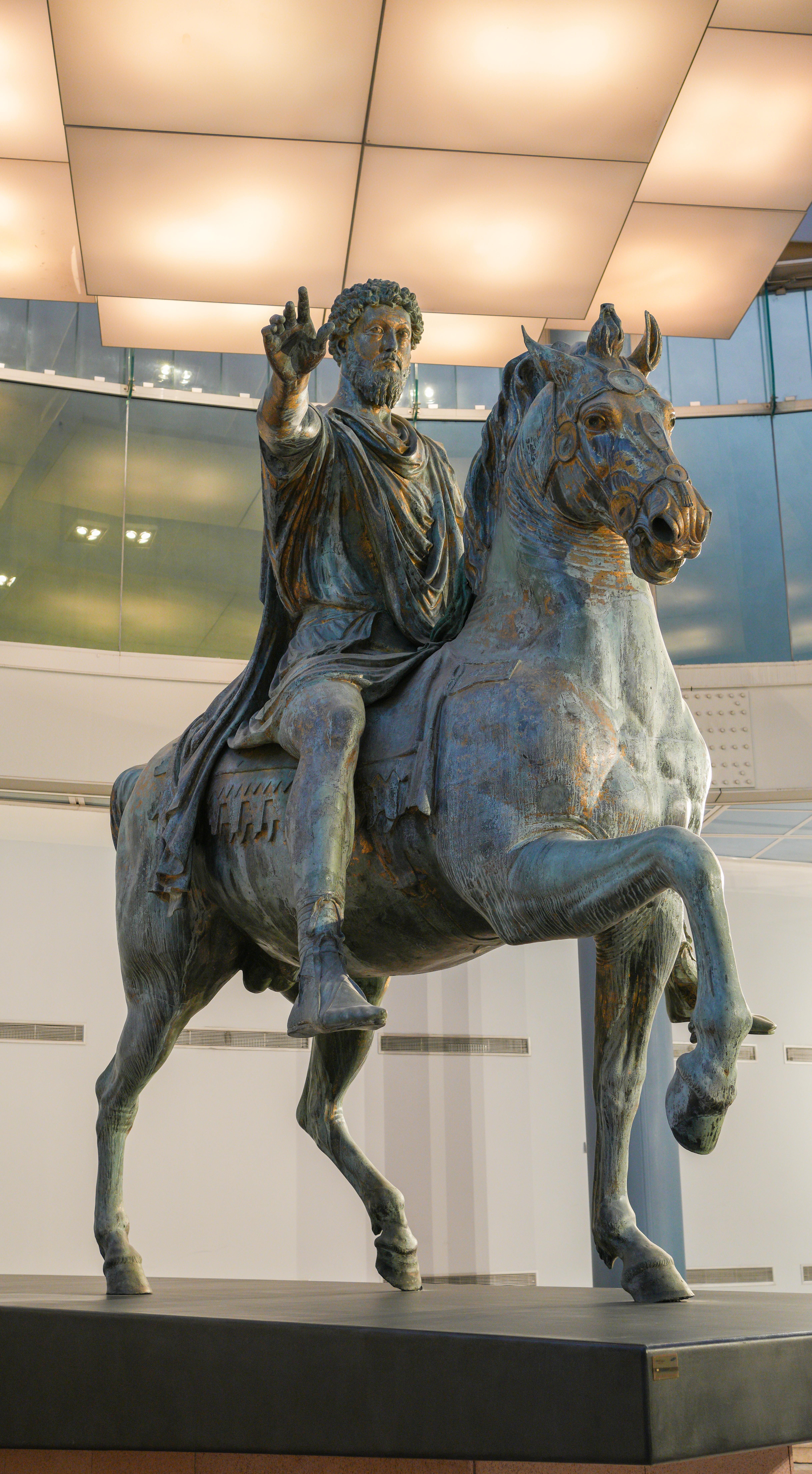
La statue offerte par Macrae est conçue d'après celle de l'empereur Marc Aurèle à Rome. Guillaume II d'Écosse est montré avec une cuirasse ornée, une cape et une couronne de lauriers.

Après son retour en Écosse, Macrae s'établit à Blackheath, dans la banlieue londonienne. Il se met à la recherche de la famille MacGuire, et réussit à retrouver leurs traces vers Ayr. Il décide d'offrir à Hugh MacGuire et sa famille le domaine de Drumdow, se trouvant dans le hameau de Stair en East Ayrshire. La famille compte alors quatre enfants. Par ailleurs Macrae s'assure qu'ils reçoivent une éducation de qualité. Deux ans après s'être installé à Blackheath, il déménage à Ayr où il est admis comme bourgeois en 1733.
En 1732, Macrae propose d'offrir à la ville de Glasgow une statue équestre de Guillaume II d'Écosse, en témoignage de son soutien au protestantisme. Le 6 décembre 1732, il envoie une lettre faisant part d'une réception favorable à sa proposition. L'année suivante, la statue d'une valeur de 3 000 £ est moulée, peut-être par Cant & Lindsay, et il peut s'agir de l'œuvre du Belge Peter Scheemakers (en) autant que de la réutilisation d'un moule de Le Seur. Il s'agit de la seule sculpture non encastrée datant d'avant le XIXe siècle à Glasgow. Parmi les autres actions de Macrae concernant les villes, il prête 1 500 £ au taux de 4,5 % pour compléter la somme requise par Charles Édouard Stuart,.
Comme bien des Écossais, un avocat du nom de Hugh Baillie de Monktoun fait des affaires malheureuses dans la Compagnie des mers du Sud et est obligé de mettre en vente sa propriété d'Orangefield. Macrae achète la propriété en 1736, ainsi que de nombreuses autres propriétés pour les enfants MacGuire. Il donne la baronnie de Houston dans le Dumfriesshire à James MacGuire, à condition que celui-ci change son nom en Macrae, ce qui est fait. Il fait don de la baronnie d'Ochiltree et de 45 000 £ en diamants à la fille aînée, Elizabeth, afin qu'elle puisse épouser William Cunningham, le 13e comte de Glencairn (en) ayant un besoin pressant de trésorerie. Margaret épouse l'avocat Charles Erskine de Barjarg, qui devient Lord Alva lorsqu'il utilise la dot fournie par Macrae à Margaret pour acheter le domaine d'Alva aux alentours de Stirling. Charles Erskine devient juge, dans une cour disparue se nommant alors Court of Exchequer (en), puis monte en grade jusqu'à devenir le deuxième personnage le plus important dans le système légal écossais. Macrae décède en juillet 1744 et est enterré dans le cimetière de l'église de Monktoun. Il y est commémoré par un monument érigé par John Swan en 1750. Le restant de ses biens revient à la fille cadette, sa préférée, appelée Macrae MacGuire, en faveur de laquelle il transfère ses biens par acte notarié en 1742. Elle hérite ainsi de la baronnie d'Orangefield et de 100 000 £. Elle épouse Charles Dalrymple, né à Ayr le 18 février 1721 et y exerçant la profession de juge.

## Les descendants de Hugh MacGuire

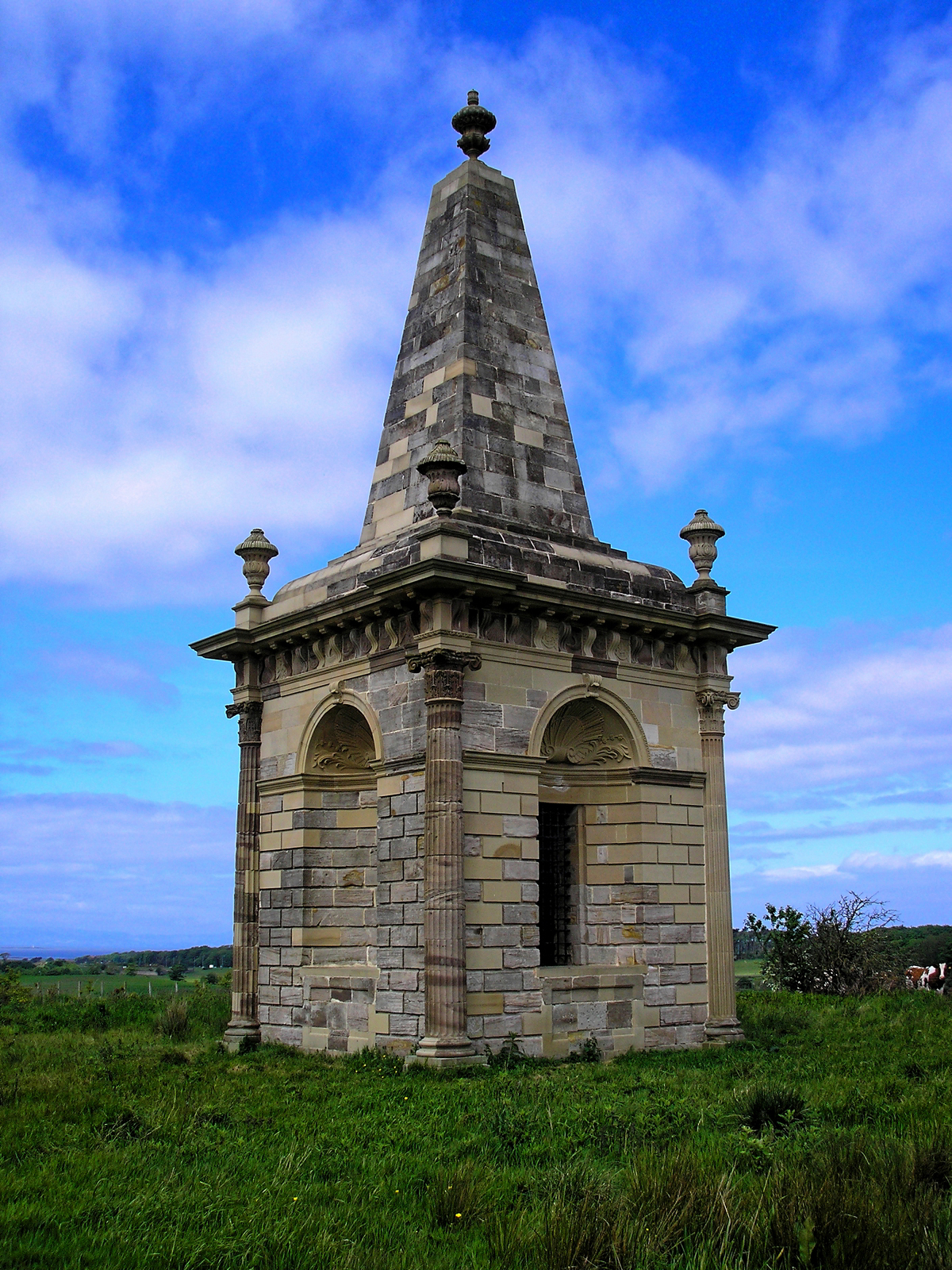
Le mausolée de Macrae fut terminé à la fin des années 1740. S'écroulant peu après, il fut reconstruit au début des années 1750.

James Macrae est marié à une sœur de David et John Hunter, capitaines de vaisseaux anglais participant au commerce des villes d'Inde aux mains des Anglais. Elle meurt en juin 1725 à Blackheath, dans le Kent. D'importants membres de la compagnie des Indes et des banques d'Ulster assistent à ses funérailles.
Le fils de Hugh MacGuire, James Macrae, fut également connu comme le capitaine Macrae (du troisième régiment de cavalerie) ou Macrae de Holemains. Il fut parfois peu apprécié des historiens, qui le dépeignent comme une « mauvaise personne ». En 1780-1781, il démolit l'essentiel de son château des terres de Houston en 1780-1781, et réutilise les pierres pour construire un village. La démolition de ce château, « grand et splendide », est qualifiée « d'acte le plus barbare » par Fowler. Par la suite, James Macrae habite dans la villa de Marionville, à Édimbourg. Il se passionne pour le théâtre avec sa femme, Maria Cecilia Le Maître, fille de la baronne Nolken, épouse de l'ambassadeur de Suède. Ainsi, la villa de Marionville possède son propre théâtre où Macrae fait jouer et prend part avec sa femme à des pièces. Cependant, il a un caractère emporté. Ceci se révèle particulièrement lorsque le révérend Cunningham, frère de son cousin le comte de Glencairn, est en passe d'être arrêté pour dette. Macrae jette l'homme de loi venu chercher le révérend par-dessus les escaliers, et il en résulte des blessures graves. L'épisode qui cause la perte de Macrae se déroule le 7 avril 1790. Un valet passablement ivre du nom de James Merty tente de prendre une place au théâtre pour Lady Ramsay, sans savoir qu'elle est retournée à sa demeure. Macrae lui donne un coup de canne sec pour lui faire lâcher la place, et une bagarre s'ensuit. Macrae s'excuse alors auprès de Lady Ramsay, et l'affaire en serait restée là si le valet n'avait pas déposé plainte contre lui. Sir George, le mari de Lady Ramsay, refuse de faire retirer la plainte et une correspondance furibonde prend place entre lui et Macrae. Les deux protagonistes se rencontrent à Ward's Inn le 14 avril, où ils se livrent à un duel. Chacun est accompagné de témoins : Sir William Maxwell du côté de George Ramsay, et les capitaines Amory et Haig du côté de Macrae. Macrae blesse Ramsay, qui décède deux jours plus tard. Macrae prend alors la fuite pour la France, laissant son fils et sa fille derrière lui. Il est convoqué en Écosse mais, ne s'y rendant pas, est déclaré hors la loi. Il décède en exil le 16 janvier 1820.

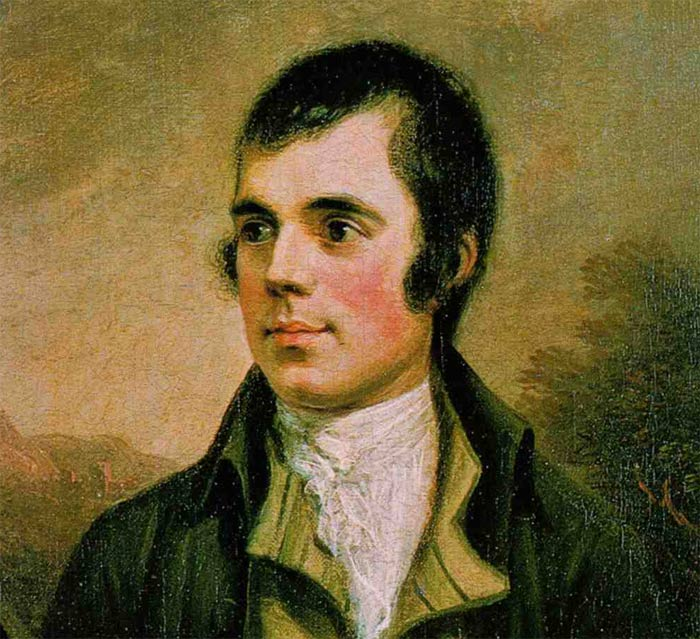
Poète symbole de l'Écosse, Robert Burns accède à la notoriété grâce au mécénat de James Dalrymple, fils et héritier de Macrae MacGuire.

Le 20 décembre 1749, Hugh MacGuire est admis comme bourgeois d'Ayr, tout comme son beau-fils Charles Dalrymple quatre ans plus tard. Charles a deux fils de son mariage avec Macrae MacGuire : James et Charles, ainsi qu'une fille, Glencairn. Charles devient capitaine dans l'armée et décède sans descendance, tandis que Glencairn épouse un cousin, le général Stair Park Dalrymple. James hérite du domaine d'Orangefield. Robert Aiken lui recommande un jeune poète alors inconnu, Robert Burns. James devient le mécène de Burns, qui le décrit par la suite dans une stance supprimée de The Vision : 

« The owner of a pleasant spot
Near sandy wilds, I last did note

A heart too warm, a pulse too hot

At times o'er ran;

But large in every feature wrote,

Appeared the man. »

Dalrymple aide Burns à se rendre à Édimbourg en lui fournissant un poney auprès du fermier George Reid. Il écrit également à son cousin James, comte de Glencairn, lui demandant d'user de son influence pour aider Burns. James et sa mère, Elizabeth MacGuire à présent comtesse douairière, aident Burns à réussir à Édimbourg. Un ami de Glencairn, William Creech, fait publier les poèmes. Elizabeth achète 124 copies, et James réussit à convaincre les membres de la Caledonian Hunt d'en acheter cent autres copies,. De son côté, Dalrymple se préoccupe davantage de la poésie et de la chasse que de la gestion de son domaine. Ainsi, il le cède le 3 février 1791 et déménage à Édimbourg. Il a trois enfants de Susanna Cunningham : Sarah, qui épouse William Gairdner de Ladykirk avec lequel elle aura deux filles ; James, commandeur de la Royal Navy mort en Irlande le 22 mars 1853 ; et Charles, capitaine du 71e régiment mort en Irlande à l'âge de 73 ans vers la fin des années 1840. Charles a trois filles, dont deux sans enfant, et la troisième a plus de six enfants dont une fille qui épouse le général Robert Maclagan.